# خالکوبی (فیلم ۱۹۸۱)
«خالکوبی» (انگلیسی: Tattoo (1981 film)) فیلمی در ژانر ترسناک به کارگردانی باب بروکس است که در سال ۱۹۸۱ منتشر شد. از بازیگران آن می‌توان به بروس درن، لئونارد فری، جان گتز، سینتیا نیکسون، و جان اسنایدر اشاره کرد.